# Габријел Гевара
Габријел Алехандро Гевара Муро (шп. Gabriel Alejandro Guevara Mourreau; Мадрид, 6. фебруар 2001) шпански је глумац и манекен. Познат је по улози Ника у филмовима Мој грех (2023) и Твој грех (2024).

## Биографија
Рођен је 6. фебруара 2001. у Мадриду. Отац му је Кубанац, а мајка Францускиња. Течно говори шпански и француски, а разуме и енглески језик. Још од детињства се бави глумом и плесом.

## Филмографија

### Филм
| Улоге Габријела Геваре |              |               |             |          |
| Година                 | Српски назив | Изворни назив | Улога       | Напомена |
| 2018.                  |              |               | Мануел      |          |
| 2022.                  |              |               | млади Чарли |          |
| 2023.                  | Мој грех     |               | Ник         |          |
| 2024.                  | Твој грех    |               | Ник         |          |
| 2025.                  | Наш грех     |               | Ник         |          |

### Телевизија
| Улоге Габријела Геваре |              |                      |                       |                 |
| Година                 | Српски назив | Изворни назив        | Улога                 | Напомена        |
| 2018—2019.             |              |                      | Крис Миралес Харо     | споредна улога  |
| 2020.                  |              |                      | Кристофер             | гостујућа улога |
| 2020.                  |              |                      | Саму                  | главна улога    |
| 2020—2021.             |              | Дарио Карвахал Агире | главна улога          |                 |
| 2022.                  |              |                      | Асијер                | главна улога    |
| 2022.                  |              |                      | Начо Дуато            | гостујућа улога |
| 2022.                  |              |                      | Фран                  | главна улога    |
| 2024.                  |              |                      | Хорхе                 | споредна улога  |
| 2024.                  |              |                      | Алберто Гаспар        | мини-серија     |
| 2024.                  |              |                      | Микел Минондо Аскунче | главна улога    |